# مهلم
مهلم (به انگلیسی: Mahallam) یک روستا در پاکستان است که در پنجاب واقع شده‌است.